# NGC 7002
NGC 7002 est une très vaste galaxie elliptique située dans la constellation de l'Indien. Sa vitesse par rapport au fond diffus cosmologique est de 7 180 ± 19 km/s, ce qui correspond à une distance de Hubble de 105,9 ± 7,4 Mpc (∼345 millions d'al). NGC 7002 a été découverte par l'astronome britannique John Herschel en 1834.
À ce jour, sept mesures non basées sur le décalage vers le rouge (redshift) donnent une distance de 110,580 ± 28,475 Mpc (∼361 millions d'al), ce qui est à l'intérieur des valeurs de la distance de Hubble.
NGC 7002 et NGC 7004 forment une paire de galaxies.

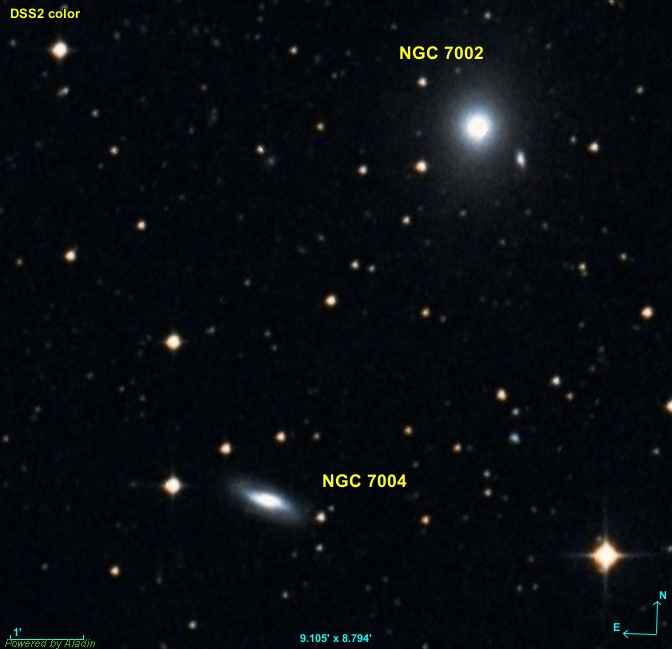
La paire de galaxies NGC 7002 et NGC 7004.